# Les Très Belles Heures du duc de Berry
Ne doit pas être confondu avec Les Très Riches Heures du duc de Berry, Les Belles Heures du duc de Berry ou Les Très Belles Heures de Notre-Dame.
Les Très Belles Heures du duc de Berry, appelée aussi Heures de Bruxelles, est un livre d'heures commandé par Jean de Berry actuellement conservé à la Bibliothèque royale de Belgique à Bruxelles sous la cote Ms. 11060-61. 

## Histoire du manuscrit
L'inventaire du duc de Berry datant de 1402 contient la mention : « unes très belles heures, très richement enluminées et ystoriées de la main Jaquemart de Odin ». Cette mention est rattachée à ce manuscrit et donne sans doute la date de son achèvement. Cette attribution est cependant contestée par certains historiens de l'art. Le manuscrit de Bruxelles a de manière assurée été commandée par Jean de Berry, son portrait y apparaissant par deux fois ainsi que ses armes sur de nombreuses pages. Il a sans doute été donné à un duc de Bourgogne, peut-être Jean sans Peur, à une date indéterminée. Il est mentionné dans l'inventaire de Marguerite de Bavière en 1424. L'ouvrage n'est plus signalé ensuite avant 1842 mais reste sans doute dans la bibliothèque des ducs.
On peut distinguer trois artistes ayant participé à la réalisation des enluminures. La miniature en grisaille La Vierge à l'enfant et son pendant, le Portrait du duc de Berry en prière ont été attribuées par Léopold Delisle à André Beauneveu qui a déjà réalisé un psautier pour Jean de Berry, puis à Jacquemart de Hesdin lui-même ou encore à Jean d'Orléans, alias le maître du Parement de Narbonne. 
Les 18 autres grandes peintures du manuscrit, qui illustrent les heures de la Vierge et de la Passion ainsi que l'office des morts, sont elles aussi attribuées diversement par les historiens de l'art. Paul Durrieu y a vu la main du Maître de Boucicaut, pour Millard Meiss, il s'agit de Jacquemard de Hesdin ou encore le beau-frère de ce dernier, Jean Petit alias le Pseudo-Jacquemart pour Albert Châtelet. 
Un troisième enlumineur a réalisé les initiales historiées situées en face des grandes miniatures : il est ainsi appelé Maître des Initiales de Bruxelles. Sa main se retrouve dans d'autres manuscrits parisiens de l'époque. Il serait probablement d'origine italienne.

## Description du manuscrit
Le manuscrit est composé de 138 folios, soit 276 pages, et comprend vingt miniatures pleine page ainsi que dix-sept lettrines enluminées.
Il contient les chapitres : 
- Heures de la Vierge à l'usage de Paris (p. 18-126)
- Les sept psaumes de la pénitence (p. 130-148)
- Les litanies (p. 148-162)
- Les petites Heures de la Croix (p. 164-201)
- L'office des morts à l'usage de Paris (p. 202-266)

Le calendrier a sans doute disparu.

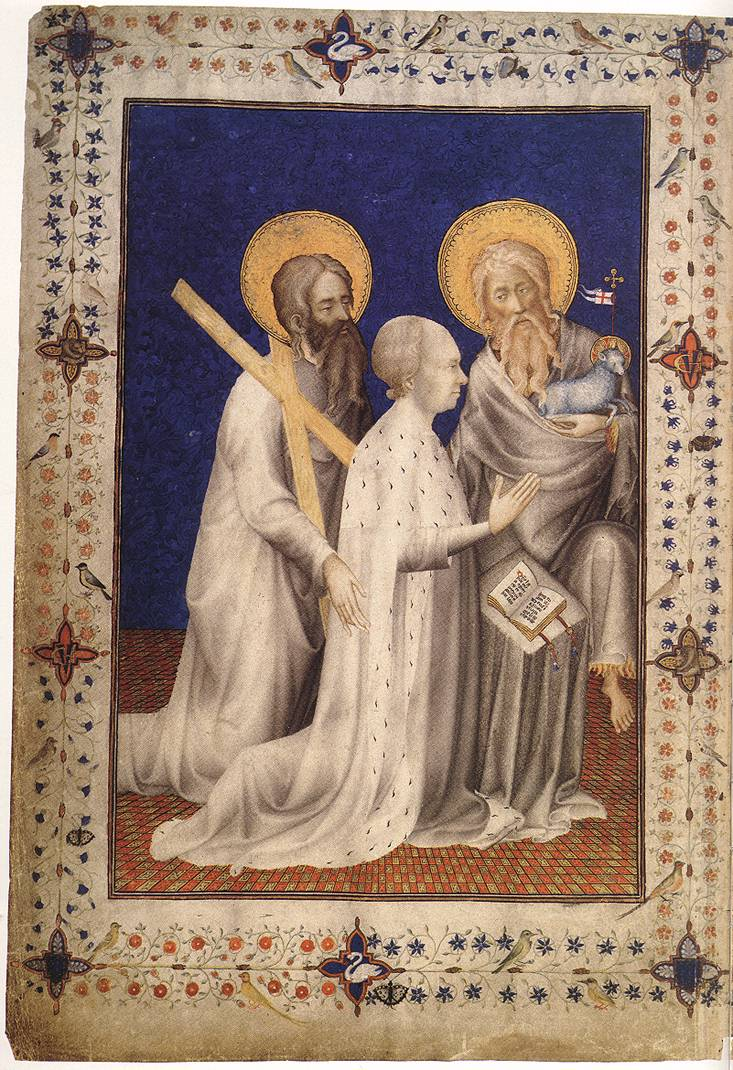
Portrait de Jean de Berry en vis-à-vis de la Vierge.
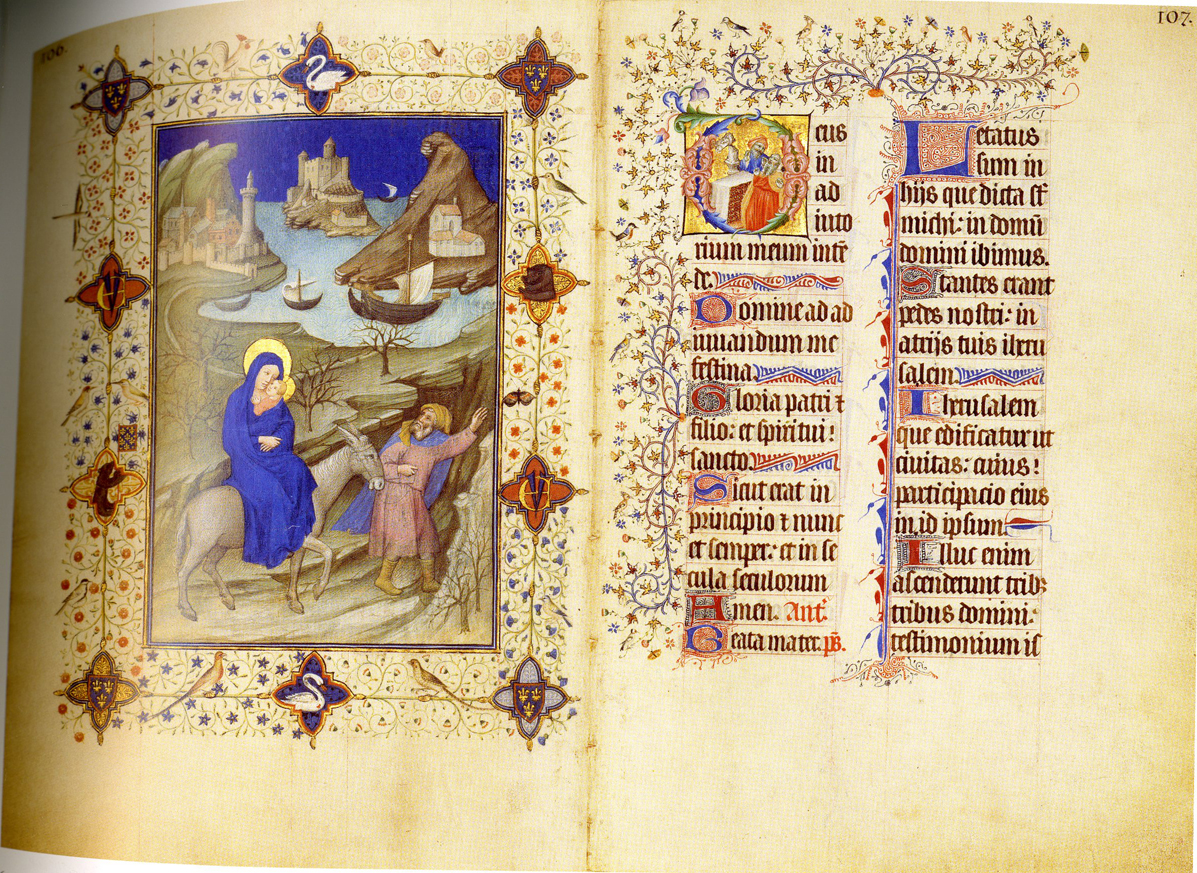
La Fuite en Égypte, f106v-107.
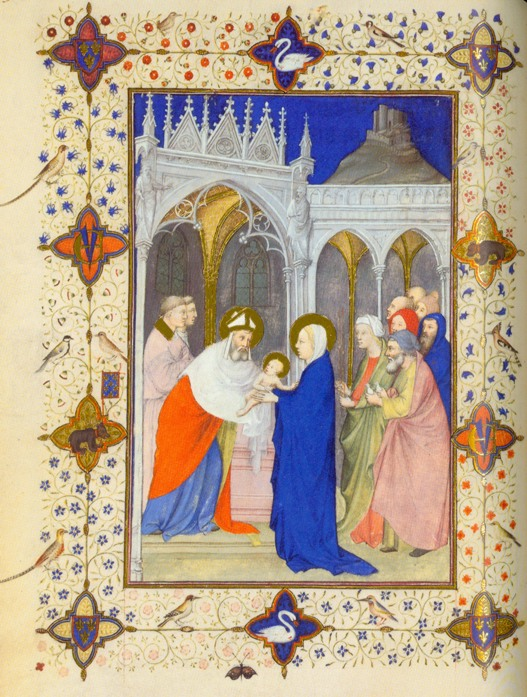
La présentation au temple, f.149v.